# Cộng đồng Caribe
Cộng đồng Caribe (CARICOM), là một tổ chức của 15 quốc gia có chủ quyền Caribe và các khu vực phụ thuộc. Mục đích chính của CARICOM là để thúc đẩy hội nhập kinh tế và hợp tác giữa các thành viên của nó, để đảm bảo rằng các quyền lợi của hội nhập là chia sẻ công bằng, và phối hợp chính sách đối ngoại. Các hoạt động chính của nó liên quan đến phối hợp chính sách kinh tế và quy hoạch phát triển; đặt ra và mở ra các dự án đặc biệt cho các nước kém phát triển theo thẩm quyền; điều hành như là một thị trường thống nhất cho nhiều khu vực của các thành viên của nó (Thị trường duy nhất CARICOM); và xử lý các tranh chấp thương mại khu vực. Trụ sở ban thư ký có trụ sở ở Georgetown, Guyana.

## Tổng quan
Kể từ khi thành lập cộng đồng Caribbe (CARICOM) do chủ yếu là các thành phần nói tiếng Anh của khu vực Caribe (CARICOM) đã trở thành đa ngôn ngữ trong thực tế không chính thức với việc bổ sung tiếng Hà Lan - là ngôn ngữ chính thức của Suriname vào 4 tháng 7 năm 1995 và Haiti, nơi tiếng Pháp và Creole Haiti được nói, vào 2 tháng 7 năm 2002.
Năm 2001, những người đứng đầu các chính phủ đã ký  sửa đổi Hiệp ước Chaguaramas do đó mở đường cho sự chuyển đổi của các ý tưởng cho một thị trường chung theo khía cạnh của CARICOM vào thay vì một Caribbean (CARICOM) Single Market and Economy. Một phần của hiệp ước sửa đổi giữa các nước thành viên bao gồm việc thành lập và thực hiện các Tòa án tư pháp Caribbe.

## Lịch sử
Cộng đồng Caribbe (CARICOM), ban đầu là Cộng đồng Caribbe và khối thị trường chung, được thành lập bởi Hiệp ước Chaguaramas trong đó có hiệu lực vào ngày 1 tháng 8 năm 1973. Bốn nước ký đầu tiên là Barbados, Jamaica, Guyana và Trinidad và Tobago.
CARICOM thay thế Hiệp hội thương mại tự do Caribe (CARIFTA) 1965–1972, vốn đã được tổ chức để tiếp tục cung cấp một liên kết kinh tế giữa các nước nói tiếng Anh của Caribbe sau sự tan rã của Liên bang Tây Ấn kéo dài từ 3 tháng 1 năm 1958 tới 31 tháng 5 năm 1962.
Một Hiệp ước sửa đổi của Chaguaramas  thành lập Cộng đồng Caribbe bao gồm cả các thị trường kinh tế đơn CARICOM (CSME) đã được ký kết bởi Những người đứng đầu các chính phủ CARICOM của Cộng đồng Caribbe ngày 5 tháng 7 năm 2001 của họ tại Hội nghị lần thứ hai mươi hai của Hội nghị ở Nassau, Bahamas.

## Hội viên
Hiện nay CARICOM có 15 thành viên chính thức:
- Antigua và Barbuda (4 tháng 7 năm 1974)
- Bahamas (4 tháng 7 năm 1983) (không phải là một phần của Liên minh thuế quan)
- Barbados (1 tháng 8 năm 1973)
- Belize (1 tháng 5 năm 1974)
- Dominica (1 tháng 5 năm 1974)
- Grenada (1 tháng 5 năm 1974)
- Guyana (1 tháng 8 năm 1973)
- Haiti (thành viên tạm thời vào ngày 4 tháng 7 năm 1998, thành viên chính thức vào ngày 2 tháng 7 năm 2002)
- Jamaica (1 tháng 8 năm 1973)
- Montserrat (một lãnh thổ của Vương quốc Anh) (1 tháng 5 năm 1974)
- Saint Kitts và Nevis (26 tháng 7 năm 1974 như Saint Christopher-Nevis-Anguilla)
- Saint Lucia (1 tháng 5 năm 1974)
- Saint Vincent và Grenadines (1 tháng 5 năm 1974)
- Suriname (4 tháng 7 năm 1995)
- Trinidad và Tobago (1 tháng 8 năm 1973)

### Thành viên liên quan
Có năm thành viên liên kết (tất cả British overseas territories):
- Anguilla (tháng 7 năm 1999)
- Bermuda (2 tháng 7 năm 2003)
- Quần đảo Virgin (Anh) (tháng 7 năm 1991)
- Quần đảo Cayman (16 tháng 5 năm 2002)
- Quần đảo Turks và Caicos (tháng 7 năm 1991)

### Thành viên quan sát
Hiện có bảy thành viên quan sát:
- Aruba
- Colombia
- Curaçao
- Cộng hòa Dominica
- México
- Puerto Rico
- Sint Maarten
- Venezuela

Nó là hiện nay không được thiết lập những vai trò của các thành viên liên kết sẽ được. Các thành viên quan sát được tiểu bang đó tham gia vào ít nhất một trong nhiều Ủy ban kỹ thuật của CARICOM.

## Những thống kê
| Thành viên                       | Dân số    | GDP (PPP) triệu USD | GDP bình quân đầu người USD |
| -------------------------------- | --------- | ------------------- | --------------------------- |
| Antigua và Barbuda               | 85.632    | 1.646               | 18.585                      |
| Bahamas                          | 342.000   | 9.228               | 27.394                      |
| Barbados                         | 279.000   | 5.244               | 19.026                      |
| Belize                           | 320.000   | 2.525               | 7.881                       |
| Dominica                         | 72.660    | 0,720               | 10.045                      |
| Grenada                          | 110.000   | 1.153               | 10.842                      |
| Guyana                           | 772.298   | 3.082               | 4.035                       |
| Haiti                            | 9.035,536 | 11.562              | 1.318                       |
| Jamaica                          | 2.825,928 | 20.958              | 7.766                       |
| Montserrat                       | 4.488     | 0,029               | 3.400                       |
| Saint Kitts và Nevis             | 42.696    | 0,750               | 14.169                      |
| Saint Lucia                      | 160.765   | 1.839               | 10.819                      |
| Saint Vincent and the Grenadines | 120.000   | 1.086               | 10.150                      |
| Suriname                         | 472.000   | 4.436               | 8.323                       |
| Trinidad và Tobago               | 1.305.000 | 27.038              | 20.723                      |

| Thành viên               | Dân số | GDP (PPP) triệu USD | GDP bình quân đầu người USD |
| ------------------------ | ------ | ------------------- | --------------------------- |
| Anguilla                 | 13.477 | 0,108               | 8.800                       |
| Bermuda                  | 67.837 | 5.085               | 91.477                      |
| British Virgin Islands   | 24.000 | 0,840               | 38.500                      |
| Cayman Islands           | 56.000 | 1.939               | 43.800                      |
| Turks and Caicos Islands | 36.600 | 0,845               | 6.400                       |

| Thành viên           | Dân số      | GDP (PPP) triệu USD | GDP bình quân đầu người USD |
| -------------------- | ----------- | ------------------- | --------------------------- |
| Aruba                | 106.000     | 2.400               | 21.800                      |
| Colombia             | 44.928,970  | 396.579             | 8.400                       |
| Cộng hòa Dominica    | 9.523.209   | 76.304              | 8.570                       |
| México               | 111.211.789 | 1.548.007           | 14.560                      |
| Netherlands Antilles | 183.000     | 2.450               | 11.400                      |
| Puerto Rico          | 3.994.259   | 77.400              | 19.600                      |
| Venezuela            | 28.199.825  | 358.623             | 12.785                      |

Theo Điều 4 tổ chức CARICOM chia các tiểu bang của 15 thành viên thành hai nhóm: Các nước kém phát triển  (LDCs) và Các nước phát triển (MDCs).
Các quốc gia của CARICOM được thiết lập như là Các nước kém phát triển (LDCs) là:
- Antigua & Barbuda
- Belize
- Khối thịnh vượng chung của Dominica
- Grenada
- Cộng hòa Haiti
- Montserrat
- Liên bang của Saint Kitts và Nevis
- Saint Lucia
- Saint Vincent và Grenadines

Các quốc gia của CARICOM được thiết lập như là Các nước phát triển (MDCs) là:
- Khối thịnh vượng chung của Bahamas
- Barbados
- Cộng hòa liên hiệp Guyana
- Jamaica
- Cộng hòa Suriname
- Cộng hòa Trinidad & Tobago

## Các dự án CARICOM

### Thương mại tự do
Từ khoảng năm 2000, Cộng đồng Caribbe (CARICOM) bang đã đặt một trọng tâm mới và nhấn mạnh vào việc thành lập các Hiệp định thương mại tự do (FTAs) với các đối tác kinh doanh tại địa phương và quốc tế. Trong quá khứ nó đã được thực hiện với sự hợp tác của Caribbean Regional Negotiating Machinery (CRNM), tuy nhiên trong năm 2009 những người đứng đầu của tổ chức CARICOM đã bỏ phiếu cho CRNM sẽ được chuyển đến tổ chức cộng đồng Caribê, nơi nó sẽ đổi tên thành Văn phòng đàm phán thương mại CARICOM (OTN)
Thỏa thuận ưu đãi
- CARICOM - Venezuela (1 tháng 1 năm 1993)
- CARICOM - Colombia (1 tháng 1995)

Hiệp định thương mại tự do
- CARICOM - Cuba (5 tháng 7 năm 2000)
- CARICOM - Cộng hòa Dominicana (tháng 12 năm 2001)
- CARICOM - Costa Rica (9 tháng 3 năm 2004)
- CARIFORUM - Liên minh châu Âu EPA ("Hiệp định đối tác kinh tế"): Được ký bởi tất cả các nước thành viên (ngoại trừ Guyana và Haiti) vào ngày 15 tháng 10 năm 2008 tại Barbados.[8]  Guyana là nước ký sau cùng vào ngày 20 tháng 10 năm 2008 tại Brussels.[9][10] (Montserrat là một lãnh thổ bên ngoài của Anh và như vậy, miễn là cần để kết luận thỏa thuận này.)

Đề xuất
- CARICOM - Canada: Để được thương lượng, sau khi Canada kết thúc của họ hiệp định CAFTA.
- CARICOM - Mercosur: Mở cho cuộc thảo luận tháng 5 năm 2005
- CARICOM - Hoa Kỳ: Đã được buông lỏng xung quanh bằng độ chính trị khác nhau bao gồm cả ý tưởng của CARICOM tìm được một người vào thành NAFTA, nhưng vẫn chưa thực hiện được một vị trí vững chắc.[11]

Lưu ý rằng trên sẽ đàm phán với EU trên một Hiệp định đối tác kinh tế(EPA) liên quan đến tất cả các nước thành viên CARICOM (ngoại trừ Montserrat, nơi mà không độc lập) cộng với Cộng hòa Dominica nhóm lại theo Diễn đàn Caribê hoặc tiểu nhóm CARIFORUM của Các nước ACP. Khi kết thúc các cuộc đàm phán (bắt đầu vào năm 2002 và do cuối năm 2007) sẽ có một Hiệp định thương mại tự do mới sẽ dần thay thế hệ thống truy cập ưu đãi Lomé sang thị trường châu Âu cho ACP từ năm 2008.

### Petrocaribe
13 trong 15 quốc gia thành viên CARICOM đã ký trong năm 2005 Petrocaribe, một liên minh dầu mỏ với Venezuela mà có giấy phép họ mua dầu về với điều kiện thanh toán ưu đãi.